# Калигандж (город, Дженайда)
Калигандж (бенг. কালিগঞ্জ, англ. Kaliganj) — город и муниципалитет на западе Бангладеш, административный центр одноимённого подокруга. Площадь города равна 16,49 км². По данным переписи 2001 года, в городе проживало 36 779 человек, из которых мужчины составляли 53,51 %, женщины — соответственно 46,49 %. Плотность населения равнялась 2230 чел. на 1 км². Уровень грамотности населения составлял 43,9 % (при среднем по Бангладеш показателе 43,1 %).